# فيلموري (كاليفورنيا)
فيلموري (بالإنجليزية: Fillmore) هي إحدى مدن مقاطعة فينتورا، كاليفورنيا. تم إعطاءها لقب مدينة في 10 يوليو، 1914.

## المناخ
يظهر الجدول التالي التغييرات المناخية على مدار السنة لفيلموري:
| البيانات المناخية لـفيلموري       | البيانات المناخية لـفيلموري | البيانات المناخية لـفيلموري | البيانات المناخية لـفيلموري | البيانات المناخية لـفيلموري | البيانات المناخية لـفيلموري | البيانات المناخية لـفيلموري | البيانات المناخية لـفيلموري | البيانات المناخية لـفيلموري | البيانات المناخية لـفيلموري | البيانات المناخية لـفيلموري | البيانات المناخية لـفيلموري | البيانات المناخية لـفيلموري | البيانات المناخية لـفيلموري |
| الشهر                             | يناير                       | فبراير                      | مارس                        | أبريل                       | مايو                        | يونيو                       | يوليو                       | أغسطس                       | سبتمبر                      | أكتوبر                      | نوفمبر                      | ديسمبر                      | المعدل السنوي               |
| --------------------------------- | --------------------------- | --------------------------- | --------------------------- | --------------------------- | --------------------------- | --------------------------- | --------------------------- | --------------------------- | --------------------------- | --------------------------- | --------------------------- | --------------------------- | --------------------------- |
| الدرجة القصوى °ف (°م)             | 92 (33)                     | 92 (33)                     | 96 (36)                     | 105 (41)                    | 102 (39)                    | 106 (41)                    | 105 (41)                    | 105 (41)                    | 109 (43)                    | 108 (42)                    | 99 (37)                     | 99 (37)                     | 109 (43)                    |
| متوسط درجة الحرارة الكبرى °ف (°م) | 69 (21)                     | 69 (21)                     | 71 (22)                     | 74 (23)                     | 75 (24)                     | 77 (25)                     | 81 (27)                     | 83 (28)                     | 82 (28)                     | 79 (26)                     | 74 (23)                     | 69 (21)                     | 75 (24)                     |
| متوسط درجة الحرارة الصغرى °ف (°م) | 41 (5)                      | 43 (6)                      | 44 (7)                      | 46 (8)                      | 50 (10)                     | 53 (12)                     | 57 (14)                     | 56 (13)                     | 55 (13)                     | 50 (10)                     | 44 (7)                      | 41 (5)                      | 48 (9)                      |
| أدنى درجة حرارة °ف (°م)           | 25 (−4)                     | 26 (−3)                     | 25 (−4)                     | 30 (−1)                     | 35 (2)                      | 37 (3)                      | 38 (3)                      | 40 (4)                      | 40 (4)                      | 32 (0)                      | 28 (−2)                     | 25 (−4)                     | 25 (−4)                     |
| الهطول إنش (مم)                   | 3.7 (94)                    | 5.0 (130)                   | 2.7 (69)                    | 0.8 (20)                    | 0.3 (7.6)                   | 0.1 (2.5)                   | 0.0 (0.0)                   | 0.0 (0.0)                   | 0.2 (5.1)                   | 0.7 (18)                    | 1.4 (36)                    | 2.5 (64)                    | 17.4 (446.2)                |
| المصدر: The Weather Channel.      |                             |                             |                             |                             |                             |                             |                             |                             |                             |                             |                             |                             |                             |

## أعلام
- صوفيا مندوزا
- تشاد هانسن
- دون بوروز